# Monomma resinorum
Monomma resinorum is een keversoort uit de familie somberkevers (Zopheridae). De wetenschappelijke naam van de soort werd in 1842 gepubliceerd door Frederick William Hope.